# Sphingidites weidneri
Sphingidites weidneri is een vlinder uit de familie van de pijlstaarten (Sphingidae). De wetenschappelijke naam van de soort werd in 1967 gepubliceerd door Kernbach.